# Michel Pelchat (cyclisme)
Pour les articles homonymes, voir Michel Pelchat et Pelchat.
Michel Pelchat, né le 11 janvier 1938 à Camembert (Orne) et mort le 1er avril 1975 à Plaisir, est un coureur cycliste français.
Il arrête la compétition, pour l'essentiel dédiée au cyclo-cross, en 1971, et devient alors taxi-ambulancier ; c'est lors d'un accident de la circulation avec sa propre ambulance qu'il perd la vie.

## Palmarès
- 3e au championnat du monde, Cyclo-cross, Élite 1968
- Champion du monde amateurs cyclo-cross en 1967 à Zurich

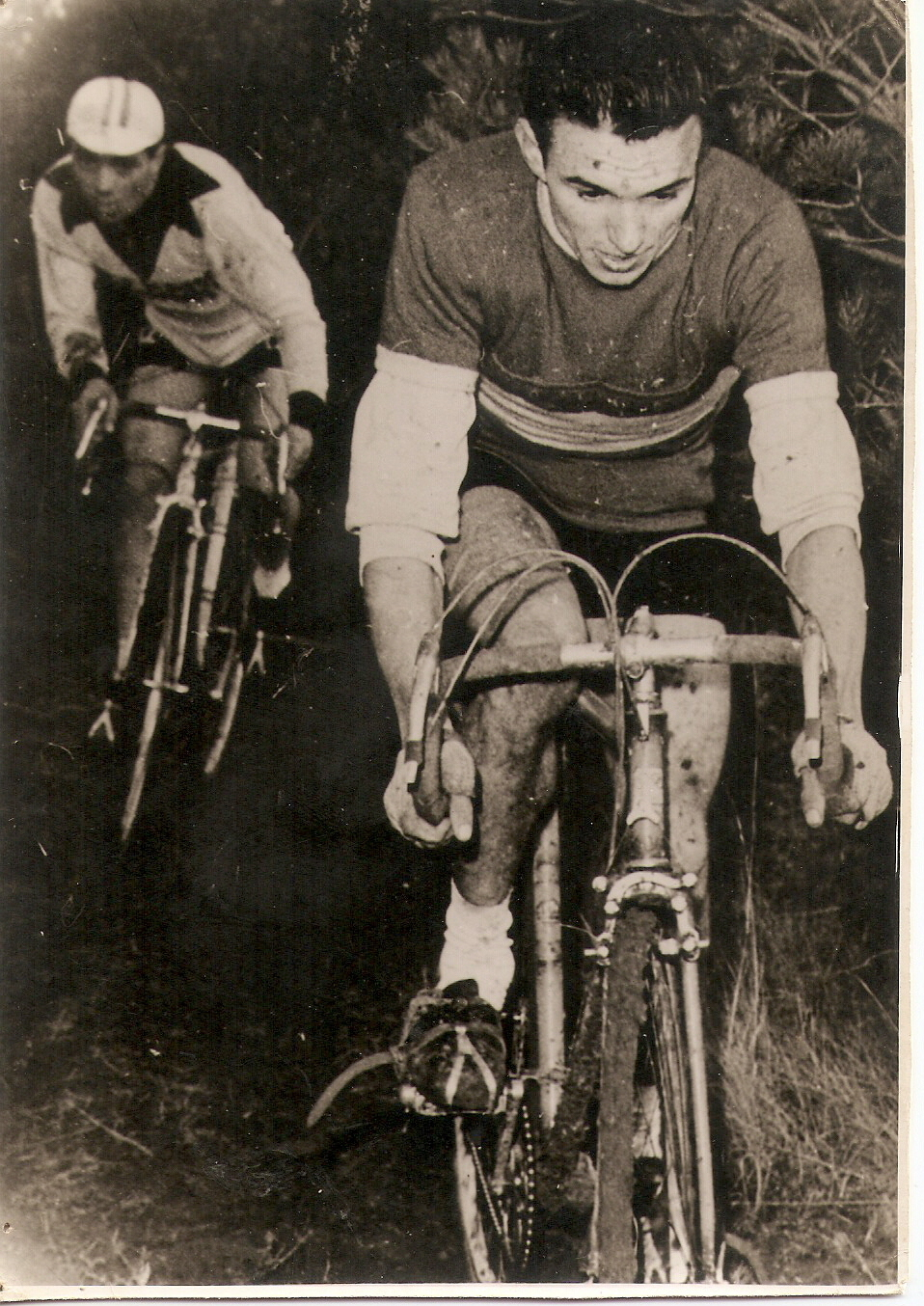

- Champion de France cyclo-cross en 1964 et 1966
- 9 fois champion de cyclo-cross de Normandie : de 1962 à 1966, de 1968 à 1971

## Équipes
- 1963 : Margnat - Paloma
- 1964 : Pelforth - Sauvage - Lejeune
- 1965 : Individuel
- 1966 : Kamomé - Dilecta
- 1966 : Pelforth - Sauvage - Lejeune
- 1967 : Kamomé - Dilecta
- 1968 : Frimatic - de Gribaldy
- 1969 : Frimatic - Viva - de Gribaldy

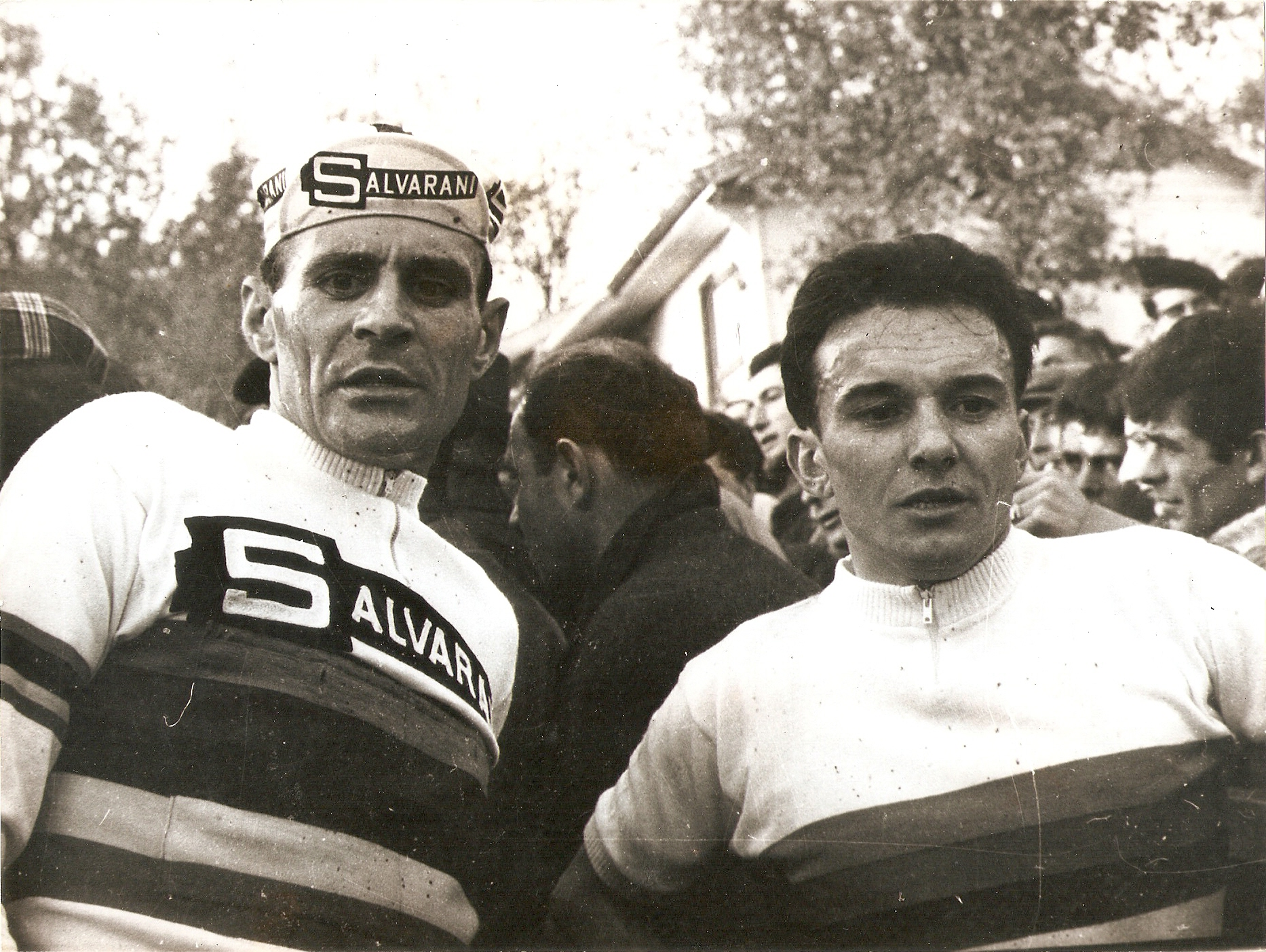
Michel Pelchat à côté de Renato Longo, le multiple champion du monde italien.

## Référence et Liens externes
1. ↑  Ouest-France du mardi 2 avril 1975 : article rédigé à la suite du décès du coureur laissant « une épouse et deux enfants, Sophie et Ludovic »

- Ressource relative au sport :   - Site du Cyclisme
- Site Michel Pelchat (vie, palmarès, presse)
- « Michel Pelchat », sur wikimanche.fr (consulté le 31 décembre 2023)
- http://vimoutiers.net/mp/mp.htm, (site évoquant la carrière sportive de l'intéressé : consulté le 14 mai 2018)